# Lekanesphaera ephippium
Lekanesphaera ephippium là một loài chân đều trong họ Sphaeromatidae. Loài này được Costa miêu tả khoa học năm 1882.